# Finnish International 2004
Die Finnish International 2004 fanden vom 1. bis zum 4. April 2004 in Helsinki statt. Es war die achte Austragung dieser internationalen Meisterschaften von Finnland im Badminton.

## Medaillengewinner
| Disziplin    | Gold                         | Silber                             | Bronze                          |
| ------------ | ---------------------------- | ---------------------------------- | ------------------------------- |
| Herreneinzel | Hidetaka Yamada              | Kasperi Salo                       | Antti Viitikko                  |
| Herreneinzel | Hidetaka Yamada              | Kasperi Salo                       | Vidre Wibowo                    |
| Dameneinzel  | Jiang Yanmei                 | Li Li                              | Huang Chia-chi                  |
| Dameneinzel  | Jiang Yanmei                 | Li Li                              | Elena Nozdran                   |
| Herrendoppel | Evgenij Isakov Sergey Ivlev  | Imanuel Hirschfeld Jörgen Olsson   | Henrik Andersson Joakim Hansson |
| Herrendoppel | Evgenij Isakov Sergey Ivlev  | Imanuel Hirschfeld Jörgen Olsson   | Daniel Glaser Dennis von Dahn   |
| Damendoppel  | Neli Boteva Petya Nedelcheva | Judith Baumeyer Fabienne Baumeyer  | Nina Weckström Anu Weckström    |
| Damendoppel  | Neli Boteva Petya Nedelcheva | Judith Baumeyer Fabienne Baumeyer  | Piret Hamer Helen Reino         |
| Mixed        | Andrey Konakh Olga Konon     | Vladislav Druzchenko Elena Nozdran | Denny Setiawan Liu Fan Frances  |
| Mixed        | Andrey Konakh Olga Konon     | Vladislav Druzchenko Elena Nozdran | Dennis von Dahn Jenny Kruseborn |